# Suzanne Stokes-Munton
Suzanne Stokes-Munton (* Juli 1956) ist eine Hairstylistin und Perückenmacherin beim Film.

## Leben
Suzanne Stokes-Munton ist seit 1977 als Perückenmacherin tätig. Seit Anfang der 1980er Jahre war sie an der Entstehung britischer Film- und Fernsehproduktionen beteiligt. Ab Ende der 1980er Jahre arbeitete sie auch an internationalen Produktionen. Unter anderem arbeitete sie an Filmen der Regisseure Brian De Palma, Kenneth Branagh, Bernardo Bertolucci und Edward Zwick. Daneben wirkte Stokes-Munton auch immer wieder an kleineren Projekten, so verantwortete sie unter anderem 1984 die Frisuren von Freddie Mercury im Musikvideo zu I Want to Break Free der Band Queen. 1996 gründete sie Wigs 4 Film als Beratungsunternehmen für Haardesign und Perücken für die Film- und Fernsehbranche.
Stokes-Munton wurde zweimal mit Primetime Emmys in der Kategorie Herausragendes Hairstyling für eine Miniserie oder ein Special ausgezeichnet; 1997 gemeinsam mit Petra Schaumann für ihre Arbeit an der Miniserie Die Abenteuer des Odysseus  und 2002 für ihre Arbeit an der Miniserie Dinotopia. Die Arbeit als Hairstylistin bei der Produktion des Historiendramas Agora – Die Säulen des Himmels brachte ihr gemeinsam mit Jan Sewell 2010 die Auszeichnung mit dem spanischen Filmpreis Goya in der Kategorie Beste Maske und beste Frisuren (Mejor Maquillaje y Peluquería) ein.
Für ihre Arbeit an Nosferatu – Der Untote wurde sie bei der Oscarverleihung 2025 gemeinsam mit David White und Traci Loader für den Oscar für das beste Make-up und die besten Frisuren nominiert.
Sie lebt in London.

## Filmografie
- 1983: Wagner – Das Leben und Werk Richard Wagners (Wagner, Miniserie, 10 Episoden)
- 1984: Puccini (Fernsehfilm)
- 1985: God Rot Tunbridge Wells! (Fernsehfilm)
- 1989: Die Verdammten des Krieges (Casualties of War)
- 1990: Inspektor Morse, Mordkommission Oxford (Inspector Morse, Fernsehserie, 4 Episoden)
- 1990: Herr der Fliegen (Lord of the Flies)
- 1992: Split Second
- 1993: Der Aufpasser (Minder, Fernsehserie, 7 Episoden)
- 1993: Viel Lärm um nichts (Much Ado About Nothing)
- 1993: Little Buddha
- 1994: To Die For
- 1994: Legenden der Leidenschaft (Legends of the Fall)
- 1995: England, My England
- 1995: Restoration – Zeit der Sinnlichkeit (Restoration)
- 1996: Muppets – Die Schatzinsel (Muppet Treasure Island)
- 1996: Der Geist und die Dunkelheit (The Ghost and the Darkness)
- 1997: Die Abenteuer des Odysseus (The Odyssey, Fernsehzweiteiler)
- 1997: Prinz Eisenherz (Prince Valiant)
- 1998: Die rote Violine (The Red Violin)
- 1998: Der Barbier von Sibirien (Сибирский цирюльник)
- 1999: Brokedown Palace
- 1999: Let Them Eat Cake (Fernsehserie, 6 Episoden)
- 2000: Das Gewicht des Wassers (The Weight of Water)
- 2002: Sprich mit ihr (Hable con ella)
- 2002: Dinotopia (Miniserie, 6 Episoden)
- 2003: Brush with Fate (Fernsehfilm)
- 2003: Resistance
- 2002–2003: Dinotopia (Fernsehserie, 6 Episoden)
- 2004: Alice Paul – Der Weg ins Licht (Iron Jawed Angels, Fernsehfilm)
- 2004: The Blackwater Lightship (Fernsehfilm)
- 2004: La mala educación – Schlechte Erziehung (La mala educación)
- 2004: Hotel Ruanda (Hotel Rwanda)
- 2004: Head in the Clouds
- 2004: BloodRayne
- 2007: Zimmer 1408 (1408)
- 2007: Die Liebe in den Zeiten der Cholera (Love in the Time of Cholera)
- 2008: Bathory
- 2009: Agora – Die Säulen des Himmels (Agora)
- 2009: Boogie Woogie – Sex, Lügen, Geld und Kunst (Boogie Woogie)
- 2011: Die Haut, in der ich wohne (La piel que habito)
- 2011: Hugo Cabret (Hugo)
- 2013: Fliegende Liebende (Los amantes pasajeros)
- 2013: Sommer im Februar (Summer in February)
- 2013: The Liberator (Libertador)
- 2014: Katharina von Alexandrien (Katherine of Alexandria)
- 2014: James McNeill Whistler and the Case for Beauty
- 2018: Operation Finale
- 2022: Dalíland
- 2023: A Great Place to Call Home (Jules)
- 2024: Nosferatu – Der Untote (Nosferatu)